# Carrazeda de Ansiães (freguesia)
A Freguesia de Carrazeda de Ansiães é uma freguesia portuguesa do Município de Carrazeda de Ansiães com 8,96 km² de área e 1706 habitantes (censo de 2021), tendo, por isso, uma densidade populacional de 190,4 hab./km².

## Demografia
Nota: Nos anos de 1911 a 1930 tinha anexada a freguesia de Samorinha que, pelo decreto-lei nº 27.424, de 31/12/1936, passou a fazer parte integrante desta freguesia.
A população registada nos censos foi:
| Distribuição da População por Grupos Etários | Distribuição da População por Grupos Etários | Distribuição da População por Grupos Etários | Distribuição da População por Grupos Etários | Distribuição da População por Grupos Etários |
| -------------------------------------------- | -------------------------------------------- | -------------------------------------------- | -------------------------------------------- | -------------------------------------------- |
| Ano                                          | 0-14 Anos                                    | 15-24 Anos                                   | 25-64 Anos                                   | > 65 Anos                                    |
| 2001                                         | 279                                          | 250                                          | 820                                          | 256                                          |
| 2011                                         | 259                                          | 187                                          | 950                                          | 305                                          |
| 2021                                         | 219                                          | 178                                          | 878                                          | 431                                          |

## Património
- Pelourinho de Carrazeda de Ansiães